# هیئت رئیسه شورای عالی شوروی
هیئت رئیسه شورای عالی شوروی (روسی: Президиум Верховного Совета یا Prezidium Verkhovnogo Soveta) از نهادهای حکومتی شوروی - نهاد دائمی شوروی‌های عالی (پارلمان‌ها) بود. این نهاد در سطح کل اتحاد و نیز در سطح هر یک از جمهوری‌های شوروی و جمهوری‌های خودمختار بود (نظیر شورالی عالی جمهوری سوسیالیستی بلاروس شوروی). ساختار و عملکردهای شوراهای عالی در این جمهوری‌ها مشابه بود. هیئت‌های رئیسه شوراهای عالی از سوی شوراهای عالی انتخاب می‌شدند تا زمانی که شوراهای عالی جلسه نداشتند به نیابت از آن‌ها عمل کنند. بر اساس قوانین اساسی ۱۹۳۶ و ۱۹۷۷ شوروی هیئت رئیسه شوراهای عالی شوروی رئیس کشور اتحاد جماهیر شوروی سوسیالیستی بود.

## فهرست صدرهای هیئت رئیسه شورای عالی شوروی
| No. | نام (ولادت–وفات)                     | پرتره                                                                                   | دوره                          | اجلاسیه های شورای عالی اتحاد شوروی |
| --- | ------------------------------------ | --------------------------------------------------------------------------------------- | ----------------------------- | ---------------------------------- |
| ۱   | میخائیل کالینین (1875–1946)          |                                                                                         | ۱۷ ژانویه ۱۹۳۸ – ۱۹ مارس ۱۹۴۶ | 1میناجلاسیه                        |
| ۲   | Nikolay Shvernik (1888–1970)         | A picture taken by the Soviet Government of Nikolai Shvernik in grey                    | ۱۹ مارس ۱۹۴۶ – ۱۵ مارس ۱۹۵۳   | 2nd–3rd Convocation                |
| ۳   | کلیمنت ووراشیلوف (1881–1969)         | A photo taken in 1937 of Kliment Voroshilov                                             | ۱۵ مارس ۱۹۵۳ – ۷ مه ۱۹۶۰      | 3rd–5مین اجلاسیه                   |
| ۴   | لئونید برژنف (1906–1982)             |                                                                                         | ۷ مه ۱۹۶۰ – ۱۵ ژوئیه ۱۹۶۴     | 5th–6مین اجلاسیه                   |
| ۵   | آناستاس میکویان (1895–1978)          |                                                                                         | ۱۵ ژوئیه ۱۹۶۴ – ۹ دسامبر ۱۹۶۵ | 6مین اجلاسیه                       |
| ۶   | نیکلای پادگورنی (1903–1983)          | Nikolai Podgorny as depicted during his visit to the German Democratic Republic in 1963 | ۹ دسامبر ۱۹۶۵ – ۱۶ ژوئن ۱۹۷۷  | 6th–9مین اجلاسیه                   |
| (4) | لئونید برژنف (1906–1982)             |                                                                                         | ۱۶ ژوئن ۱۹۷۷ – ۱۰ نوامبر ۱۹۸۲ | 9th–10مین اجلاسیه                  |
| —   | واسیلی واسیلیویچ کوزنتسف (1901–1990) |                                                                                         | ۱۰ نوامبر ۱۹۸۲ – ۱۶ ژوئن ۱۹۸۳ | 10مین اجلاسیه                      |
| ۷   | یوری آندروپوف (1914–1984)            |                                                                                         | ۱۶ ژوئن ۱۹۸۳ – ۹ فوریه ۱۹۸۴   | 10مین اجلاسیه                      |
| —   | واسیلی واسیلیویچ کوزنتسف (1901–1990) |                                                                                         | ۹ فوریه ۱۹۸۴ – ۱۱ آوریل ۱۹۸۴  | 11مین اجلاسیه                      |
| ۸   | کنستانتین چرنینکو (1911–1985)        |                                                                                         | ۱۱ آوریل ۱۹۸۴ – ۱۰ مارس ۱۹۸۵  | 11مین اجلاسیه                      |
| —   | واسیلی واسیلیویچ کوزنتسف (1901–1990) |                                                                                         | ۱۰ مارس ۱۹۸۵ – ۲۷ ژوئیه ۱۹۸۵  | 11مین اجلاسیه                      |
| ۹   | آندری گرومیکو (1909–1989)            | Gromyko at the Conference on Security and Cooperation in Europe                         | ۲۷ ژوئیه ۱۹۸۵ – ۱ اکتبر ۱۹۸۸  | 11مین اجلاسیه                      |
| ۱۰  | میخائیل گورباچف (born 1931)          |                                                                                         | ۱ اکتبر ۱۹۸۸ – ۲۵ مه ۱۹۸۹     | 11th–12مین اجلاسیه                 |
| ۱۰  | صدر شورای عالی شوروی (۱۹۸۹–۱۹۹۰)     |                                                                                         |                               |                                    |
| ۱۰  | میخائیل گورباچف (born 1931)          |                                                                                         | ۲۵ مه ۱۹۸۹ – ۱۵ مارس ۱۹۹۰     | 12مین اجلاسیه                      |